# Golden Brown
Golden Brown ist eine Ballade der britischen Rockband The Stranglers. Sie entstand 1981 und ist deren bislang erfolgreichste Single. Aufgrund der in Titel und Text enthaltenen Anspielung auf eine gängige Szene-Metapher für Heroin wird das Stück oft als Drogensong verstanden; die Band hat diese Interpretation früh bestätigt. Als ungewöhnliches Stück der Punk- und frühen New-Wave-Ära wurde Golden Brown trotz der besonderen  musikalischen Form in unterschiedlichen Versionen gecovert und neu eingespielt.

## Geschichte

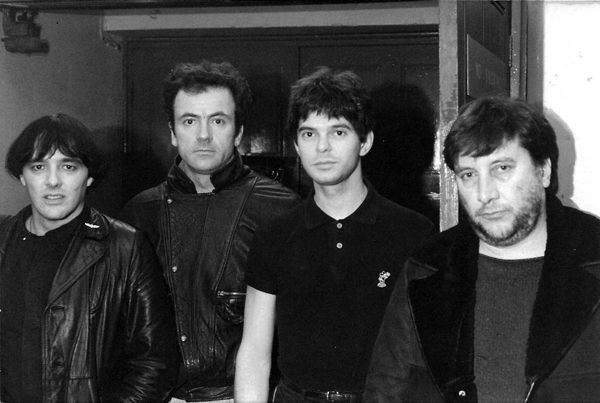
The Stranglers (1985)

Ähnlich wie andere kommerziell erfolgreiche Bands der frühen britischen Punk-Szene steckten auch die 1974 gegründeten Stranglers Anfang der 1980er-Jahre in einer Umorientierungsphase. Als eine der bekannten Formationen des British Punk hatten sie sich vor allem mit schnellen, rau-energetischen Songs wie beispielsweise No more Heroes, Peaches, Hangin’ around und Nize ‘n’ Sleazy einen Namen gemacht. Anfang der 1980er-Jahre öffnete sich die Punk-Musikszene mehr und mehr dem New Wave. Nach dem – kommerziell nicht erfolgreichen – Konzeptalbum The Gospel According to the Meninblack arbeitete die Gruppe am Nachfolger, La Folie. Die Melodie von Golden Brown hatte die Stranglers als Soundschnipsel bereits rund anderthalb Jahre begleitet. Ursprünglich war sie eine von dem Keyboarder Dave Greenfield eingebrachte Outro-Idee, die die Band bereits mehrfach versucht hatte, in einem Stück unterzubringen, unter anderem in Second Coming vom Meninblack-Album. Der Schlagzeuger Jet Black schrieb zwischendurch die spätere Strophenmusik zu Greenfields Melodie. Die Band verwarf die Idee mehrere Male. Erst ein Jahr später – so der Bandgitarrist und Sänger Hugh Cornwell – habe ihn die Melodie angesprochen. Cornwell rückblickend: „Und plötzlich hörte ich diese Melodie ganz anders. Sie passte nicht in irgendeinen Song rein – das war ein eigener Song. Dave war ganz glücklich, als er das hörte. Achtzehn Monate hatte er versucht, aus seiner Idee was zu machen, und dann hatten wir das Lied innerhalb von nur zehn Minuten fertig.“
Musikalische Besonderheit von Golden Brown ist die Verwendung eines Cembalos als Instrument mit prominenter ostinater akkordisch-rhythmischer Funktion, der Wechsel zwischen 6/8- und 7/8-Takt sowie die auf 13 Takte angelegte Strophenform. Der jazzige Groove stammte von Jet Black, der früher unter anderem als Musiker bei Jazz-Auftritten gearbeitet hatte. Der von Cornwell beigesteuerte Text war mehrdeutig interpretierbar. Er skizzierte ein Szenario vollkommener Harmonie und sparte dabei nicht mit starken, emotionshaltigen Bildern: „Golden Brown leuchtet wie die Sonne. Nimmt mich ein, raubt mir den Verstand, bringt mich durch die Nacht. Zweifele nicht, lass es einfach geschehen.“ Da Golden Brown – ähnlich wie Brown Sugar – eine gängige Metapher für Heroin war, verstanden viele das Stück als Drogenlied – im konkreten Fall: als Beschreibung der Wirkung von Heroin. Der Textschreiber Cornwell hat sich gegen diese Interpretation nie gewehrt und wiederholt bestätigt, dass seine eigene Heroinabhängigkeit den Hintergrund des Textes bildete, zu unterschiedlichen Gelegenheiten (unter anderem in seinem 2001 erschienenen Buch The Stranglers Song By Song) allerdings angeführt, man könne das Stück zugleich als Liebeslied verstehen sowie als Ode an seine damalige Freundin, deren Hautfarbe goldbraun gewesen sei.
Der Bassist Jean-Jacques Burnel war von Golden Brown nicht angetan; da er mit dieser Position allerdings innerhalb der Band alleine dastand, wurde das Stück in die Liste der Lieder für das 1981 erschienene Album La folie aufgenommen. Zunächst nur als Album-Track gedacht, setzte sich Jet Black dafür ein, Golden Brown als Single auszukoppeln. Fast zeitgleich zum Album erschien diese zum Jahresende 1981. B-Seite war der – auf La folie nicht enthaltene – Titel Love 30. In der Bundesrepublik Deutschland, wo es der erste Hit der Band war, erreichte das Lied Platz 63 in den Charts, wogegen das Lied in Großbritannien mit Platz zwei die höchste Single-Platzierung eines Stranglers-Songs erreichte. Flankiert war die Single-Auskoppelung von einem Video-Clip. Entstanden unter der Regie von Lindsey Clennell, zeigte es die Band vor ägyptischer Kulisse, als Salonmusik-Combo in einem Grand Hotel und als Pyramidenforscher.
Rückblickend erwies sich Golden Brown als größter kommerzieller Erfolg der Stranglers. In der Punkszene war der Erfolg der Gruppe umstritten. Teile von ihr kritisierten die stilistische Wende und den kommerziellen Erfolg der Gruppe scharf. Hugh Cornwell hingegen hatte damit keine Probleme: „Die größten Rocksongs waren alle sehr populär, wo ist das Problem? Man sollte Musik machen, die man selber fühlt. Aber du mußt auch Songs schreiben für die Leute, die dich hören. Das war für mich auch einer der Gründe, warum Punk Erfolg hatte.“ Darüber hinaus hätten die Charts-Erfolge früherer Stranglers-Stücke die Grundlage dafür gelegt, dass er als Sänger und Show-Actor weiter bestehen könne. Kommunikation sei letztlich der bestimmende Schlüssel im Musik-Business. Cornwell: „Macht man Musik nur für sich selbst und kein anderer mag sie, dann kommuniziert man nicht.“ Obwohl Cornwell als Band-Gitarrist lange nicht in der Lage war, den technisch anspruchsvollen Gitarre-Solopart in Golden Brown zu beherrschen, und ihn erstmals anlässlich eines Auftritts in der Londoner Roundhouse Gala spielte, ist das Stück fester Bestandteil seiner Solo-Auftritte.

## Coverversionen
Eine erste bekannte Version erschien 1996 von der britischen Hip-Hop-Band Kaliphz (auf betreffender Single als Kaleef auftretend, eine Anspielung auf die Gemeinsamkeit von Originalvideo und arabischer Herkunft der Bandmitglieder). Dazu wurde die Stimme von Hugh Cornwell gemischt. Anders als in der Stranglers-Version geht es in der Kaliphz-Variante eindeutig um Drogen. In einem SWR-Radio-Feature zu Golden Brown betonte die Hip-Hop-Formation rückblickend, im Unterschied zur ursprünglichen Song-Variante ginge es ihr darum, auf eine unvoreingenommene Weise zu zeigen, was passiere, wenn man Drogen nehme. Kaliphz: „(…) So bevormunden wir die Leute nicht. Armen Leuten kann man sowieso nicht sagen: Nehmt keine Drogen! Die haben ja sonst nichts im Leben.“
Der Song Back vom 1994er-Debütalbum der Kinderzimmer Productions enthielt ursprünglich ebenfalls ein Sample des Songs, das auf Druck der Plattenfirma der Stranglers entfernt wurde. Oasis benutzten die Rhythmik von Golden Brown auf ihrem Lied Part of the Queue (auf dem Album Don’t Believe the Truth) teilweise als deutlich erkennbaren Einfluss, während Jamelia auf ihrer Single No More (2007) wiederum Golden-Brown-Samples verwendete. Weitere Versionen stammen von Better Daze sowie dem von der Insel Mauritius stammenden Weltmusiker Mo Kolours (Titel: Texture like Sun). Die australische Combo Rhydian and The Residuals adaptierte Melodie und Text für eine jazzartige Coverversion, die brasilianische Sängerin Marcela Mangabeira für eine Bossa-Nova-Variante. Eine deutschsprachige Version spielte 2012 der aus der TV-Sendung Dittsche bekannte Fernsehmoderator, Grafikdesigner und Singer-Songwriter Jon Flemming Olsen ein (Morgengrauen), eine A-cappella-Variante der Münchener Don Camillo Chor. Weitere Cover-Versionen stammen von der britischen Fun-Folk-Band The Wurzels und Liset Alea, Leadsängerin der französischen Nouvelle-Chanson-Formation Nouvelle Vague. Hugh Cornwell selbst schließlich spielte 2012 eine akustische Version ein zusammen mit der Mariachi-Combo Mariachi Mexteca.
Darüber hinaus kam Golden Brown als Erkennungsthema in Filmen, TV-Serien und Videospielen zum Einsatz. Benutzt wurde die Musik für den Soundtrack der Filme Snatch – Schweine und Diamanten und He Died with a Felafel in His Hand sowie in einer Folge der Netflix-Serie Umbrella Academy. Ebenso war sie häufig verwendetes Musikbett in der WDR-2-Sendung Schlagerrallye in den 1980er-Jahren. Das durch die japanische Anime-Serie Naruto bekannt gewordene Lied Wind von Akeboshi basiert weitgehend auf der Melodie von Golden Brown.
Im Jahre 2020 spielte anlässlich des Todes von Stranglers-Keyboarder Dave Greenfield und des Saxophonisten Paul Desmond vom Dave Brubeck Quartet der Saxophonist Laurence Mason eine Saxophon-Instrumentalversion des Songs ein, die er mit dem Video von Dave Brubecks Take Five untermalte.